# Anders Gustafsson (politiker)
Anders Viktor Gustafsson, född 14 september 1899 i Sankt Petri församling i Malmö, död 29 november 1974 i Sankt Johannes församling i Malmö, var en svensk socialdemokratisk kommunalpolitiker, verksam i Malmö.
Gustafsson innehade diverse anställningar 1912–1928, var tillsyningsman i fattigvårdsstyrelsen 1928–1939 och byråföreståndare vid arbetslöshets- och familjebidragsnämnden 1940–1957. Han var verksam inom fackföreningsrörelsen 1924–1953, var ledamot av stadsfullmäktige 1935–1966 och drätselkammaren 1955–1965 (ordförande från 1957) samt (Malmös första) finanskommunalråd 1961–1965. Han var även ledamot av biblioteksnämnden 1934–1950, slakthus- och saluhallstyrelsen 1935–1957 (ordförande från 1942), hamndirektionen 1937–1961 (ordförande från 1945) och ordförande i folkpensionsbyrån 1945–1957.
Anders Gustafsson är begravd på Limhamns kyrkogård i Malmö.